# 1er groupement de missiles stratégiques
Pour les articles homonymes, voir GMS.
Le 1er groupement de missiles stratégiques (1er GMS) est une ancienne unité des forces aériennes stratégiques de l'Armée de l'air française. 

## Historique
Elle est chargée de la mise en œuvre des 18 missiles balistiques nucléaires stratégiques S2 puis S3 du plateau d'Albion. Créée en septembre 1968, elle entre en opération le 2 août 1971 avec le S2. En avril 1978, la première unité de tir de 9 missiles est arrêtée et en fin d'année les préparatifs commencent pour la transformation avec les S3. La première unité de tir de 9 missiles S3 est livrée le 23 mai 1980, au lieu de février de la même année, date prévue en 1973 et mise en opérationnelle le 1er juin.
Les deux unités de tir sont sous la coupe de l'escadron de tir (ET) 01.200 "Luberon" depuis leur mise en service en 1970 et 1972. Dénommé ET 02.394 en 1981, il prendra le nom de Escadron de Missile Stratégique (EMS) 01.095 en 1985 jusqu'en 1998.
Il dépend de la Brigade de Missiles Stratégiques 05.200 (BMS) créée en mai 1968 qui devient la 95e escadre de missiles stratégiques (EMS) en juin 1985 qui restera en opération jusqu'à son démantèlement le 16 septembre 1998.

## Base
Le 1er GMS occupait la base aérienne 200 Apt-Saint-Christol.

## Appareils
- Missiles nucléaires stratégiques SSBS S2
- Missiles nucléaires stratégiques SSBS S3